# Laurence Olivier Award for Actress of the Year in a Revival
Der Laurence Olivier Award for Actress of the Year in a Revival (deutsch: Laurence Olivier Auszeichnung für Darstellerin des Jahres in einer Wiederaufnahme) war ein britischer Theater- und Musicalpreis, der mit einer Unterbrechung von 1976 bis 1988 vergeben wurde.

## Geschichte und Hintergrund
Die Laurence Olivier Awards werden seit 1976 jährlich in zahlreichen Kategorien von der Society of London Theatre vergeben. Sie gelten als höchste Auszeichnung im britischen Theater und sind vergleichbar mit den Tony Awards am amerikanischen Broadway. Ausgezeichnet werden herausragende Darsteller und Produktionen einer Theatersaison, die im Londoner West End zu sehen waren. Die Nominierten und Gewinner der Laurence Olivier Awards „werden jedes Jahr von einer Gruppe angesehener Theaterfachleute, Theaterkoryphäen und Mitgliedern des Publikums ausgewählt, die wegen ihrer Leidenschaft für das Londoner Theater“ bekannt sind. Einer der Auszeichnungen war der Laurence Olivier Award for Actress of the Year in a Revival. Dieser Preis wurde von 1976 bis 1984 verliehen. 1985 wurde er dann mit dem Preis Laurence Olivier Award for Actress of the Year in a New Play zum Laurence Olivier Award for Best Actress zusammengefasst. Die ursprüngliche Auszeichnung wurde ein letztes Mal 1988 verliehen. 

## Gewinner und Nominierte
Die Übersicht der Gewinner und Nominierten listet pro Jahr die nominierten Darstellerinnen und ihre Rollen in den Schauspielen. Der Gewinner eines Jahres ist grau unterlegt und fett angezeigt.

### 1976–1979
| Jahr             | Darstellerin             | Schauspiel                                                         | Rolle                                   |
| 1976             |                          |                                                                    |                                         |
| ---------------- | ------------------------ | ------------------------------------------------------------------ | --------------------------------------- |
| 1976             | Dorothy Tutin            | A Month in the Country                                             | Natalya Petrovna                        |
| 1976             | Susan Fleetwood          | The Playboy of the Western World, Hamlet und Tamburlaine the Great | Margaret Flaherty / Ophelia / Zenocrate |
| 1976             | Geraldine McEwan         | On Approval                                                        | Maria Wislack                           |
| 1976             | Googie Withers           | The Cherry Orchard und An Ideal Husband                            | Ranevskaya / Lady Chiltern              |
| 1977             |                          |                                                                    |                                         |
| Judi Dench       | Macbeth                  | Lady Macbeth                                                       |                                         |
| Francesca Annis  | Troilus and Cressida     | Cressida                                                           |                                         |
| Susan Fleetwood  | The Plough and the Stars | Nora                                                               |                                         |
| Janet Suzman     | Hedda Gabler             | Hedda Gabler                                                       |                                         |
| 1978             |                          |                                                                    |                                         |
| Dorothy Tutin    | The Double Dealer        | Lady Plyant                                                        |                                         |
| Eileen Atkins    | Twelfth Night            | Viola                                                              |                                         |
| Ingrid Bergman   | Waters of the Moon       | Helen Lancaster                                                    |                                         |
| Wendy Hiller     | Waters of the Moon       | Mrs. Whyte                                                         |                                         |
| 1979             |                          |                                                                    |                                         |
| Zoë Wanamaker    | Once in a Lifetime       | May Daniels                                                        |                                         |
| Paola Dionisotti | The Taming of the Shrew  | Katherina Minola                                                   |                                         |
| Glenda Jackson   | Antony and Cleopatra     | Kleopatra VII.                                                     |                                         |
| Billie Whitelaw  | Happy Days               | Winnie                                                             |                                         |

### 1980–1988
| Jahr               | Darstellerin                                             | Schauspiel                                    | Rolle                                         |
| 1980               |                                                          |                                               |                                               |
| ------------------ | -------------------------------------------------------- | --------------------------------------------- | --------------------------------------------- |
| 1980               | Judi Dench                                               | Juno and the Paycock                          | Juno Boyle                                    |
| 1980               | Maria Aitken                                             | Private Lives                                 | Amanda                                        |
| 1980               | Geraldine McEwan                                         | The Browning Version und Harlequinade         | Millie Crocker-Harris / Edna Gosport          |
| 1980               | Susan Tracy                                              | Anna Christie                                 | Anna Christie                                 |
| 1981               |                                                          |                                               |                                               |
| Margaret Tyzack    | Who’s Afraid of Virginia Woolf?                          | Martha                                        |                                               |
| Sinéad Cusack      | The Maid’s Tragedy                                       | Evadne                                        |                                               |
| Rosemary Harris    | All My Sons                                              | Kate Keller                                   |                                               |
| Penelope Wilton    | Man and Superman                                         | Ann Whitefield                                |                                               |
| 1982               |                                                          |                                               |                                               |
| Cheryl Campbell    | A Doll’s House                                           | Nora Helmer                                   |                                               |
| Judi Dench         | The Importance of Being Earnest                          | Lady Bracknell                                |                                               |
| Felicity Kendal    | The Second Mrs Tanqueray                                 | Paula Jarman                                  |                                               |
| Mary Maddox        | Rocket to the Moon                                       | Belle Stark                                   |                                               |
| 1983               |                                                          |                                               |                                               |
| Frances de la Tour | A Moon for the Misbegotten                               | Josie                                         |                                               |
| Sinéad Cusack      | The Taming of the Shrew                                  | Katherina Minola                              |                                               |
| Rosemary Harris    | Heartbreak House                                         | Hesione Hushabye                              |                                               |
| Helen Mirren       | Antony and Cleopatra                                     | Cleopatra                                     |                                               |
| 1984               |                                                          |                                               |                                               |
| Vanessa Redgrave   | The Aspern Papers                                        | Miss Tina                                     |                                               |
| Glenda Jackson     | Strange Interlude                                        | Nina                                          |                                               |
| Juliet Stevenson   | Measure for Measure                                      | Isabella                                      |                                               |
| Zoë Wanamaker      | Twelfth Night                                            | Viola                                         |                                               |
| 1985               | Siehe Laurence Olivier Award for Best Actress            | Siehe Laurence Olivier Award for Best Actress | Siehe Laurence Olivier Award for Best Actress |
| 1986               | Siehe Laurence Olivier Award for Best Actress            | Siehe Laurence Olivier Award for Best Actress | Siehe Laurence Olivier Award for Best Actress |
| 1987               | Siehe Laurence Olivier Award for Best Actress            | Siehe Laurence Olivier Award for Best Actress | Siehe Laurence Olivier Award for Best Actress |
| 1988               |                                                          |                                               |                                               |
| Harriet Walter     | A Question of Geography, Twelfth Night und Three Sisters | Dacha / Viola / Masha                         |                                               |
| Estelle Kohler     | Titus Andronicus und Hello and Goodbye                   | Tamora / Hester                               |                                               |
| Vanessa Redgrave   | A Touch of the Poet                                      | Nora Melody                                   |                                               |
| Imelda Staunton    | Uncle Vanya                                              | Sonya                                         |                                               |